# Walter Pohle
Walter Pohle (* um 1908; † 1945/6) war ein Mitarbeiter der Deutschen Bank, später Leiter  der Böhmischen Union Bank (BUB) und neben  Karl Rasche und Reinhold von Lüdinghausen (Bebca) einer der Hauptakteure der Arisierungen ab März 1939 im Sudetenland in der Zeit des Nationalsozialismus. Der Historiker Harold James vermutet, dass die Bank Pohle eingestellt hat, um seine Kontakte zu derjenigen Abteilung des RWM zu nutzen, die für die Aufsicht über das Bank- und Börsenwesen zuständig war. Pohle stieg in der Bank rasch auf. Direkt nach dem Anschluss Österreichs im März 1938 begleitete er Hermann Abs zu Verhandlungen über die beabsichtigte Übernahme der damals größten Bank Österreichs, der Creditanstalt nach Wien. Pohle wurde zu einer wichtigen Person für die praktische Umsetzung der NS-Ziele und 1938 zum Stellvertretenden Direktor befördert. Viele Details über Pohles Aktivitäten können der eidesstattlichen Versicherung eines Prokuristen der Deutschen Bank, F. Kavan, von 1950 entnommen werden.
Nach dem Ende September 1938 geschlossenen Münchner Abkommen, mit dem die Tschechoslowakei das Sudetenland abtreten musste, strebte das Reichswirtschaftsministerium die „Arisierung“ des dortigen Bankwesens an.

## BUB
Am 15. März 1939 marschierte deutsches Militär in der Tschechoslowakei ein; es wurde das Protektorat Böhmen und Mähren errichtet.
Die BUB hatte viele jüdische Führungskräfte und Mitarbeiter sowie Schuldner und Gläubiger. Am 16. März, also einen Tag nach dem Einmarsch, fand eine Aufsichtsratssitzung der BUB statt, in der Pohle, der keinem Organ der BUB angehörte, unter dem Schutz der Gestapo die jüdischen Vorstandsmitglieder entließ und den Direktor der Revisionsabteilung, Joseph Krebs, zum neuen Generaldirektor einsetzte. In Folge des Wegfalls der gesamten jüdischen Direktion (Otto Freund, Stein, Schubert) war die Bank ohne Führung und stand vor dem Zusammenbruch. Am 5. Juli 1939 wurde der BUB bescheinigt, dass sie nun „arisch“ sei. Etwa 400 jüdische Mitarbeiter wurden entlassen. Otto Freund wurde verhaftet und verstarb im Gefängnis.
Bereits am 13. März 1939 war Walter Pohle in der Prager Zentrale der BUB erschienen, um über Forderungen der Deutschen Bank zu verhandeln, die sie wegen der Übernahme der sudetendeutschen Filialen geltend machte. Die Deutsche Bank erklärte sich dem RWM gegenüber einverstanden, dass Direktor Walter Pohle, bisher Sekretariat, Berlin, in den Vorstand und die geschäftsführende Direktion der BUB berufen wurde, jedoch unter Vorbehalt, dass hieraus keinerlei Schlussfolgerung bezüglich des Willens die BUB endgültig zu übernehmen geschlossen werde. In der Folgezeit vollzog die Deutsche Bank einen Kapitalschnitt. Die Société générale de Belgique votierte für „Enthaltung“, dennoch erwarb die Deutsche Bank u. a. durch Kapitalschnitt die Aktienmehrheit und die BUB wurde arisiert. Pohle organisierte 1938 die Übernahme von 23 Filialen (mit ihren Aktiva und Passiva) in den sudetendeutschen Gebieten durch die Deutsche Bank, unter deren maßgeblichem Einfluss die BUB ab März 1939 in eine deutsche Bank umgewandelt wurde. Die Bank war in der Folgezeit ein Instrument der deutschen Wirtschaftsinteressen im Protektorat vor allem bei „Arisierungsvorgängen“ und bei der Förderung deutscher Industrieunternehmen.

### Arisierung der BUB
Pohle rückte in den Vorstand der Bank auf, während Oswald Rösler, Vorstandsmitglied der Deutschen Bank, Vorsitzender ihres Verwaltungsrats wurde. Mit Pohles Leitungsfunktion in der Bank war eine Reihe von Aufsichtsratsmandaten in der tschechischen Montan- und Rüstungsindustrie verbunden, was bei den polykratischen Rivalitäten innerhalb des NS-Regimes zu Konflikten und Machtkämpfen führte.
Oswald Rösler kritisierte 1943 die von Pohle verantwortete Geschäftspolitik der BUB. Harold James zufolge war die BUB „das eindeutigste und konkreteste Beispiel für die Beteiligung der Deutschen Bank […] an dubiosen Aktienverschiebungen und an der Enteignung jüdischen Vermögens.“ Alexander Nützenadel greift zur Beurteilung Pohles eine Unterscheidung des Historikers Frank Bajohr über Verhaltensformen von Banken gegenüber Arisierungsopfern auf: Es habe aktive und skrupellose Profiteure gegeben, ferner solche, die eher passiv vorgingen, aber durchaus Vorteile aus den Arisierungen zogen und eine dritte Gruppe, die die Preise möglichst fair zu gestalten versuchten. Pohle habe zu der ersten Gruppe gezählt. Er sei skrupellos gewesen und habe keine Scheu gehabt, mit der SS, Gestapo oder anderen Besatzungsbehörden zu kooperieren.

## Berghütte-Komplex
Pohle war u. a. Vorsitzender des Aufsichtsrats der Berghütte und leitete die wichtigsten Firmen in dieser Branche, so die Berg- und Hüttenwerke in Darwin-Trzynietz, in Teschen sowie in Wegierska Gorka.
Der Plan von Pohle, die I.G. Kattowitz und Berghütte zu übernehmen und an die Reichswerke Hermann Göring (RHG) weiter zuverkaufen, um eine Monopolgesellschaft mit Betrieben in Polen und der Sowjetunion zu bilden, stieß auf den erbitterten Widerstand sowohl des RWM als auch der Behörde für den Vierjahresplan. Das RWM wollte, dass die Berghütte auch kapitalmäßig im Reich verankert wird, sodass der Protektoratseinfluss sich entsprechend vermindert. Eine indirekte Beherrschung von Teilen der RHG durch die Berghütte sollte vermeiden werden. Das RWM wandte sich an Oswald Rösler, Pohle möge zur Niederlegung seiner Mandate bewegt werden. Hans Kehrl (Vierjahresplanbehörde) warf Pohle im Fall Berghütte Eigenmächtigkeit vor. Pohle gab seine Ämter im Industriekomplex Berghütte auf. Für den Umbau der deutschen Wirtschaft für die Erfordernisse des totalen Kriegs wurde Pohle 1942 vom Direktor der Hauptabteilung II des Reichswirtschaftsministeriums (Bergbau-, Eisenwirtschaft und Energiewirtschaft) Generalmajor Hermann von Hennecke abgelöst. Rösler beschrieb Pohle wie folgt: „Er besitzt zweifellos viel Elan, Arbeitsfreude, Kombinationsgabe und Verantwortungsfreudigkeit, daneben einen ungezähmten Ehrgeiz, unter dem sein geschäftlicher Stil leidet. Wir haben uns im Falle Creditanstalt ein Bild davon machen können, zu welchen Torheiten ihn sein Ehrgeiz verleitet und dass er auch nach einer verlorenen Partie nicht die Einsicht aufbringt, seine Fehler zuzugeben. Es fehlt ihm vorläufig an der Selbsterziehung zur Eigenpersönlichkeit, da er sehr geneigt ist, die Dinge nur vom geschäftlichen Erfolg aus zu betrachten, gleichviel mit welchen Mitteln derartige Erfolge erreicht werden.“
Pohle verstarb in einem tschechischen Gefängnis an Unterernährung. Nach einer Operation konnte er die Nahrung nicht mehr ausreichend verwerten.